# Pätow-Steegen
Pätow-Steegen település Németországban, Mecklenburg-Elő-Pomeránia tartományban. Lakosainak száma 411 fő (2023. december 31.).

## Népesség
A település népességének változása:
| Lakosok száma | 397  | 397  | 411  | 416  | 411  |
|               | 2017 | 2019 | 2021 | 2022 | 2023 |